# Adrienne Faguet
Pour les articles homonymes, voir Faguet.
Adrienne Geneviève Alexandrine Faguet, née le 3 janvier 1806 à Gommécourt et morte le 6 août 1846 à Paris, est une peintre française.

## Biographie
Adrienne Geneviève Alexandrine Faguet naît en 1806 à Gommécourt, en Seine-et-Oise. Son père, Adrien Faguet, peintre dessinateur, meurt en 1808. Sa mère se remarie et s'établit à Paris[réf. nécessaire].
Adrienne Faguet est élève d'Isidore Dagnan. Peintre paysagiste, elle expose au Salon de 1827 à 1846.
Sa carrière est interrompue par sa mort prématurée, survenue en 1846, en son domicile du 16, rue de l'Ouest. Adrienne Faguet est inhumée le lendemain au cimetière du Montparnasse (division 3).